# Telgter Hungertuch
Das Telgter Hungertuch ist eines der bedeutendsten religiösen Kulturgüter Westfalens. 
Das Fastentuch wurde 1623 – fünf Jahre nach Beginn des Dreißigjährigen Krieges – vom Burgmann Henrich Vos und seiner Ehefrau Catarina Droste gestiftet. Der Telgter Pfarrer Bitterus Willge, der in der untersten Bildreihe mit seinen Initialen vertreten ist, gab vermutlich die Initiative. Es ersetzte ein älteres Hungertuch, das 1621 dem Krieg zum Opfer gefallen war.
Die Filetstopfarbeit aus doppelt gezwirntem Leinengarn auf geknüpften Netzen wurde von adligen Damen der Ritterfamilien Vos, Droste, Bischopinck und von Münster ausgeführt; dies ist ebenfalls den Wappen in den Bildfeldern der untersten Bildreihe zu entnehmen.
Die ersten vier Reihen schildern den Leidensweg Christi, die fünfte Reihe zeigt die Symbole der Evangelisten und das „Lamm Gottes“ als Sinnbild für Christus, die sechste Reihe zeigt Motive aus dem Alten Testament. Die Szenen gehen stilistisch auf gotische Vorbilder zurück. Mittelalterlich ist auch die Vorstellung, dass die bedeutenderen Figuren größer dargestellt sind. Häufig wurden Schablonen verwendet, so für die Figur von Christus, die Frauen oder die Schächer.
Bis 1905 wurde das Tuch in jedem Jahr während der Fastenzeit in der Pfarrkirche St. Clemens im ersten Chorbogen aufgehängt. Heute wird es im RELíGIO – Westfälisches Museum für religiöse Kultur in Telgte ausgestellt.
Das Telgter Hungertuch gehört zu der Gruppe von westfälischen Fastentüchern mit figürlichen Darstellungen. Dazu gehören auch die Tücher in Everswinkel, Alverskirchen, Vreden und Freckenhorst, die heute noch benutzt werden oder in den Kirchen ausgestellt sind.